# Dacope
Dacope (en bengali : দাকোপ) est une upazila du Bangladesh dans le district de Khulna. En 1991, on y dénombrait 143 131 habitants.